# 임노병
임노병(1977년 8월 27일 ~ )은 전 KBO 리그 야구 선수의 내야수이다.

## 출신학교
- 1993년 ~ 1996년 : 배명고등학교